# Магазин відеопрокату

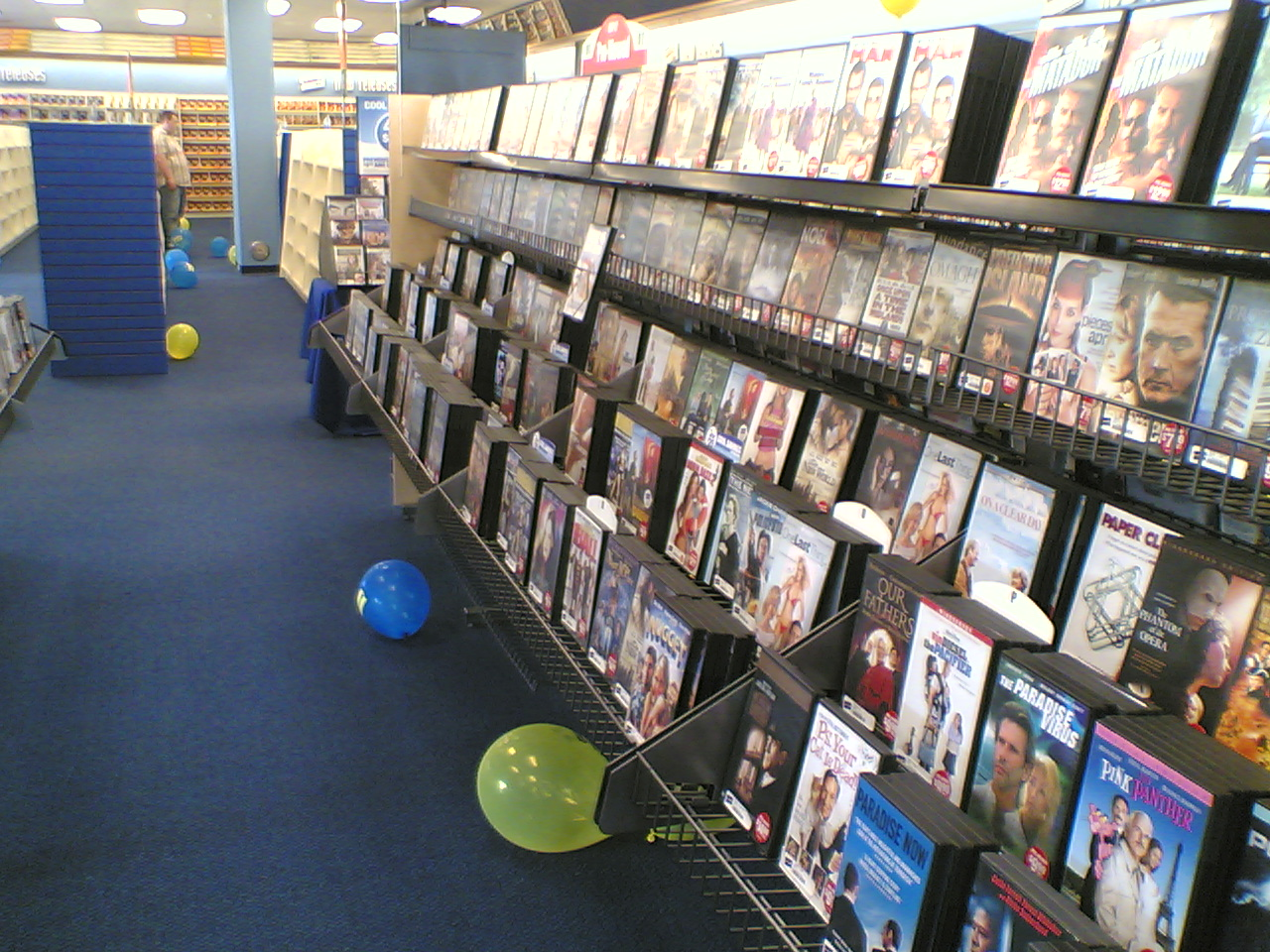
Стенд з DVD в американському магазині відеопрокату мережі Blockbuster.

Магазин відеопрокату — фізичні магазини роздрібної торгівлі, які займаються здачею в оренду відеофільмів, телесеріалів, телепередач, дисків з відеоіграми та іншим контентом. Як правило, магазин відеопрокату веде бізнес з клієнтами на умовах узгоджених договором оренди чи контрактом, що може бути паперовим, електронним, або усним. Багато таких магазинів, також займаються продажем дисків, нових, або таких, що були у використанні. У 1980-х магазини відеопрокату здавали в оренду фільми на VHS та Betamax плівках. Вже на початку 2000-х, DVD, що мали цифровий формат з більшою роздільною здатністю, замінили плівки VHS. Широке розповсюдження потокового мультимедіа та сервісів відео за запитом, таких як Netflix в середині 2000-х, різко зменшило дохід більшості найбільших мереж відеопрокату, що призвело до закриття або банкрутства багатьох з них. Через значно менший попит, дуже невеликий відсоток магазинів відеопрокату залишилися у бізнесі станом на кінець 2010-х.